# 태원 장씨
태원 장씨(太原 張氏)는 섬서성 태원시를 본관으로 하는 한국의 성씨이다.

## 역사
시조인 장문한(張文翰)은 장복근(張福謹)의 아들로 조선 명종(明宗) 21년(1566년) 문과(文科)에 급제(及第)하여 거창현감(居昌縣監), 종묘령(宗廟令)을 지냈다고만 전해올 뿐, 관련 문헌(文獻)이 없어 본관의 유래(由來) 및 세계(世系) 등은 알 수 없다.

## 분파
태원 장씨(太原 張氏)에서 직계 분적된 본관으로는 대원 장씨(大原 張氏)가 있다.